# Чаталджа

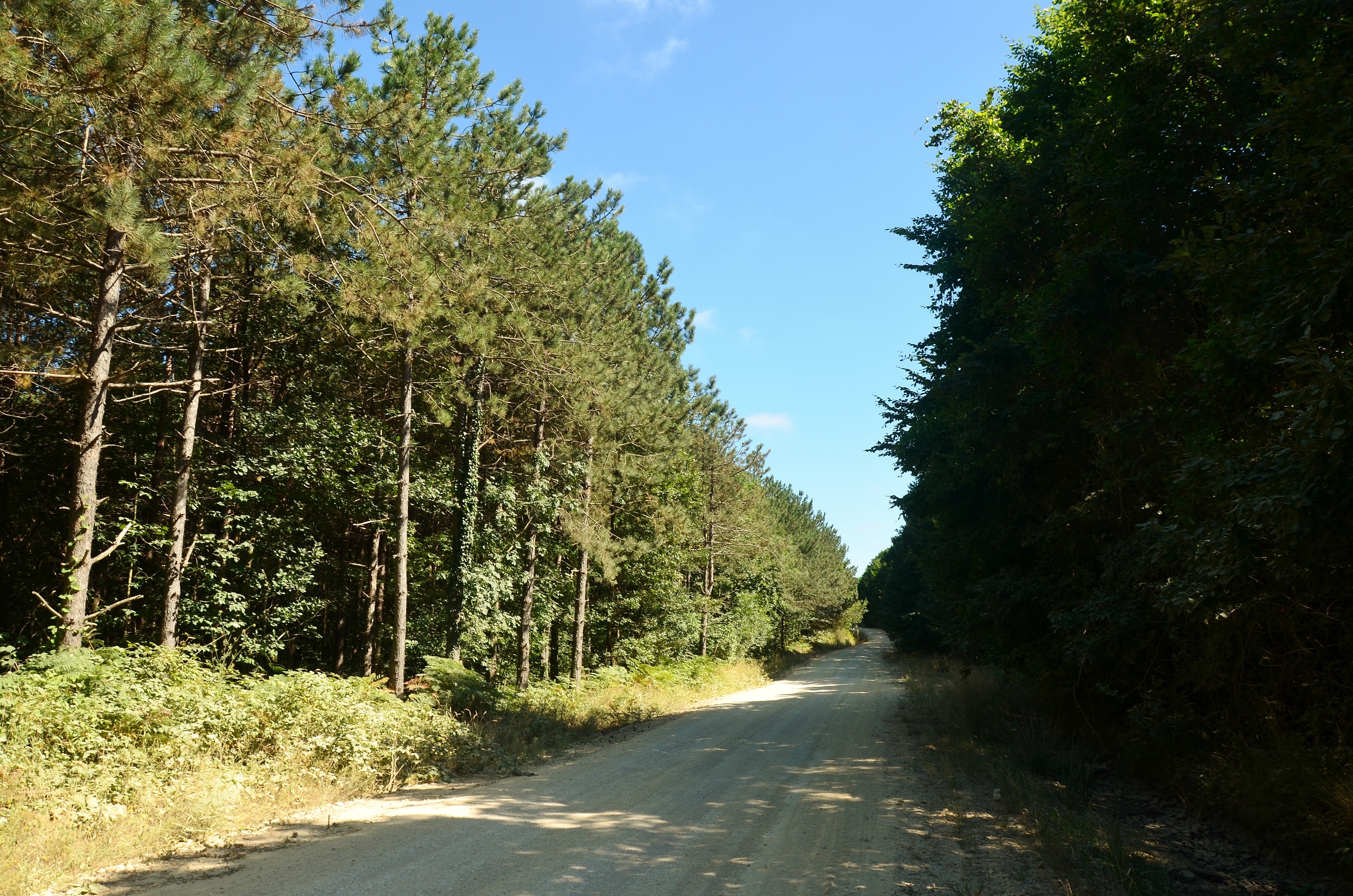
Trees in Çilingoz Nature Park in Çatalca district

Чаталджа́ (тур. Çatalca) — район провінції Стамбул (Туреччина).

## Історія
Спочатку на цьому місці було грецьке поселення, яке називалося Ергіске. Після утворення Османської імперії населення стало мішаним греко-турецьким. У результаті Кримської війни в середині XIX століття в ці місця переселилася частина кримських татар. Під час Першої Балканської війни Чаталджою прокладено Чаталджинська укріплена лінія, на якій 17—19 листопада 1912 року відбувся останній бій між турецькими та болгарськими військами.
У 1912 році в районі проживало 54 787 греків, 16 100 мусульман і 2035 євреїв.
До недавнього часу через Чаталджу проходила залізнична лінія з Константинополя (Стамбула) до Парижу, якою курсував «Східний експрес». На початок 2020-х залізниця від вокзалу Сіркеджі прямує тільки до аеропорту Ататюрк і використовується для туристичних і транспортних цілей. У самому районі Чаталджа зберігся тільки насип, колії відсутні.

## Населені пункти
- Яссиорен